# Erik Sundgren
Erik Sundgren, född 17 augusti 1900 i Björnekulla församling, Kristianstads län, död 10 februari 1958 i Mnene, Sydrhodesia, var en svensk missionär och biskop.

## Biografi
Efter studentexamen vid Lunds privata elementarskola blev han teologie kandidat vid Uppsala universitet 1924 och prästvigdes i Linköpings stift samma år. Efter kortare tjänster bland annat som sjukhuspräst i Umeå reste han 1927 som missionär för Svenska kyrkans mission till Sydafrika, där han var verksam i Appelsboch, Oscarsberg (Rorke’s Drift) och i Johannesburg. År 1935 övergick han till missionstjänst i Syd-Rhodesia (nuv. Zimbabwe) och var församlingspräst i Gwanda, rektor för lärarseminariet i Mnene 1940–1943 och därefter i Masase. Han utnämndes till prost 1946. När Zulukyrkan skulle välja sin förste biskop den 20 oktober 1948 valdes han till detta ämbete och biskopsvigdes den 2 oktober 1949 av biskop Torsten Ysander från Linköping.
Under sin nära tioåriga verksamhet som Zulukyrkans biskop, med biskoplig uppsikt också för svensk mission i Rhodesia, gjorde han en stor insats i uppbyggandet av Zulukyrkans konstitution och för dess nya kyrkohandbok och psalmbok. Han hade stor samarbetsförmåga över rasgränserna och syftade till att stärka afrikanernas vilja och förmåga att själva ta ansvaret för sin kyrka. Efter ett besök i Sverige våren 1958 avled han under resan tillbaka till Sydafrika vid ett besök på Mnene sjukhus i Rhodesia.